# 東武バスセントラル草加営業事務所

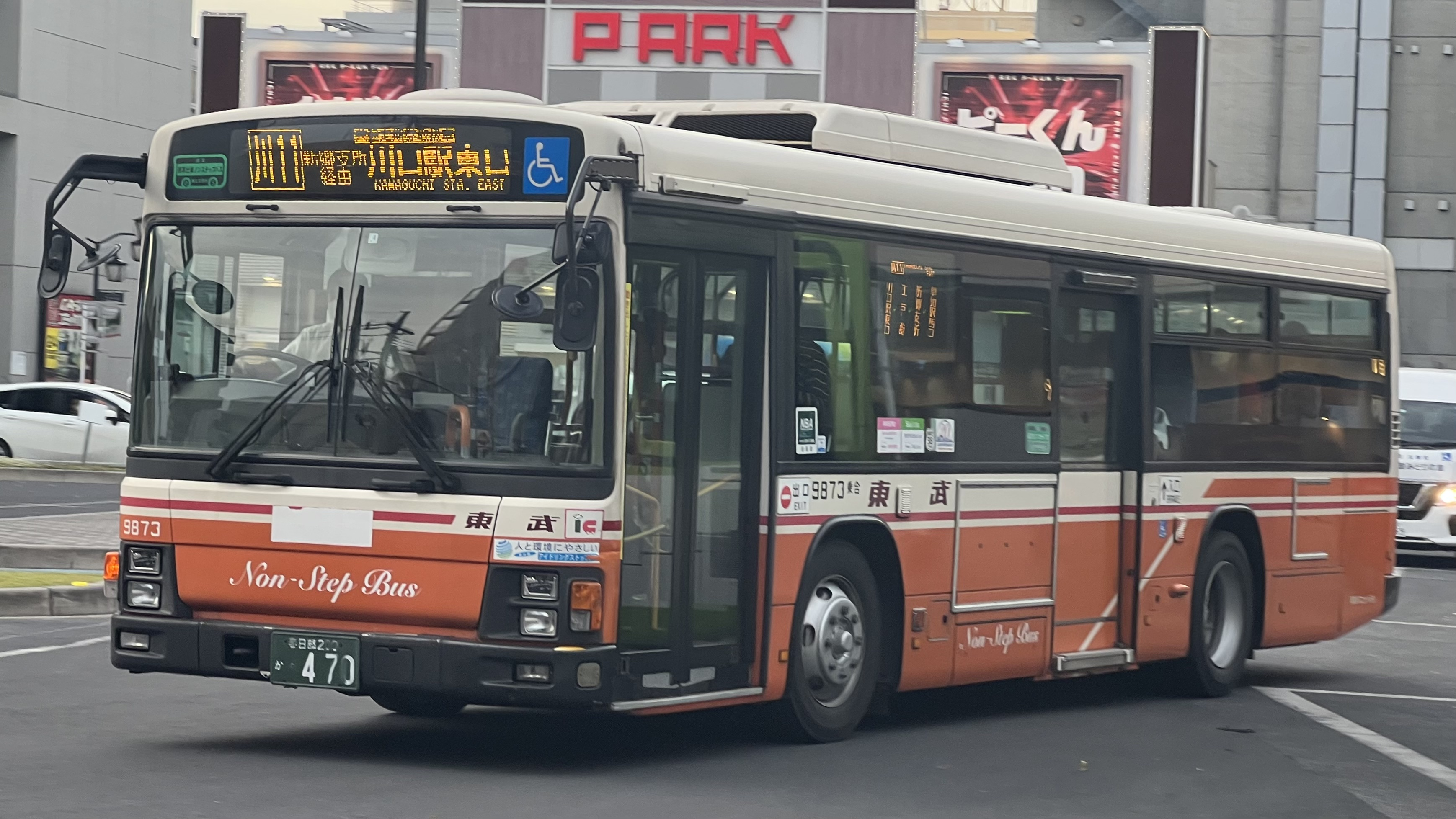
草加営業事務所所属車両

東武バスセントラル草加営業事務所（とうぶバスセントラルそうかえいぎょうじむしょ）は、埼玉県草加市栄町にある東武バスの子会社である東武バスセントラルの営業所。所属車両のナンバーは春日部ナンバーである。管轄下に八潮営業所、三郷営業所、吉川営業所を置く。
一般路線バス、深夜急行バス、高速バス、空港連絡バスの運行を行う。また草加市コミュニティバス「パリポリくんバス」の運行受託も行っている。

## 沿革
- 2024年（令和6年）10月1日 - 川10（川口駅東口～新栄団地）を廃止[2]。
- 2025年（令和7年）4月1日 - 松原31（獨協大学前駅東口～ピアラシティ）を廃止[3]。

## 現行路線

### 路線バス

#### 新田駅東口 - 柿木循環線
- 新田38：新田駅東口→総合グランド→柿木公民館→総合グランド→新田駅東口[4]

2017年3月31日までは新01として運行していた。

#### 獨協大学前駅 - 南青柳方面
- 松原30 : 獨協大学前駅東口 - 弁天町 - 南青柳 - 工業団地南 - 八潮市役所南 - 八潮駅北口

2024年12月2日運行開始。獨協大学前駅～工業団地南間は松原33と並走。八潮駅北口～工業団地北間は八潮01と並走(一部区間で経由地が異なる便がある)運行は月～土曜日で、日曜祝日は運休。
- 松原32：獨協大学前駅東口 - 弁天町 - 南青柳 - 八潮団地
- 松原33：獨協大学前駅東口 - 弁天町 - 南青柳 - 工業団地南

#### 獨協大学前駅 - 青柳方面
- 松原34：獨協大学前駅東口 - 弁天町 - 青柳 - 総合グランド前 - 青柳五丁目
- 松原36：獨協大学前駅東口 - 弁天町 - 青柳 - 総合グランド前 - 青柳五丁目 - 新田駅東口
- 松原37：獨協大学前駅東口 - 弁天町 - 青柳 - そうか公園[4]

#### 草加駅 - 柿木方面
- 松原35：獨協大学前駅東口 - 麦塚 - 柿木二区

#### 草加駅 - 手代橋方面
- 草加09：草加駅東口 - 稲荷三丁目 - 八潮団地（八潮団地行き深夜バスを運行）
- 草加10：草加駅東口 - 稲荷西公園 - 稲荷五丁目

2016年1月25日より、稲荷三丁目経由から稲荷西公園経由に変更された。これにより、稲荷三丁目北停留所が廃止された。

#### 草加駅 - 手代町会館方面
- 草加17：草加駅東口 - 手代町南 - 谷塚駅東口
- 草加18：草加駅東口 - 手代町南 - 山王通り
- 草加19：草加駅東口 → 手代町南 → 手代町会館南 → 草加駅東口(循環)

#### 草加駅 - 草加市立病院方面
- 草加14：草加駅西口 - 草加市立病院 - 苗塚町（←寿橋通←）安行出羽

国際興業バス川口営業所と共同運行。
- 草加15：草加駅西口 - 草加市立病院 - 獨協大学前駅西口
- 草加16：草加駅西口 - 草加市立病院
- 草加20：草加駅西口 → 西町 → 横道 → 安行診療所入口 → 清門西（平日22時台の2本のみ）

2013年8月26日新設。当初は安行診療所入口止まりだったが、2014年9月29日に清門西まで延伸した。

#### 草加駅 - 草加車庫方面
- 草加11：草加駅西口 - 草加車庫 (土曜日22時台1本のみ)
- 草加12：草加駅東口 - 草加車庫

#### 草加駅 - 見沼代親水公園駅線
- 草加22：草加駅西口 - 草加西町 - 上柳島 - 島忠ホームズ - 見沼代親水公園駅

2013年11月28日より運行開始。川12/竹05のルートを一部走行するが、西町→上柳島・上柳島→見沼代親水公園駅は新設。狭隘路を通るため小型車を使用する。

#### 川口駅東口 - 草加駅西口線
- 川11：川口駅東口 - 新郷支所 - 草加駅西口

国際興業バス川口営業所と共同運行。
- 川12：川口駅東口 - 新堀 - 草加駅西口

同じく国際興業バス川口営業所と共同運行。

#### 八潮駅北口 - 草加八潮工業団地循環
- 八潮01：八潮駅北口 - 草加八潮工業団地循環（工業団地先回り）（八潮団地先回り）

#### 西新井駅東口 - 竹の塚駅東口 - 谷塚駅 - 桑袋団地線
- 竹14：（西新井駅東口 - 中島根 - ）竹の塚駅東口 - 仲保木間 - 足立清掃工場 - 谷塚駅 - 草加記念体育館 - 花畑桑袋団地
- 竹13：竹の塚駅東口 - 仲保木間 - {西保木間二丁目→足立清掃工場}（循環）（土休日の午前中のみ）
- 谷01：谷塚駅 - 草加記念体育館 - 花畑桑袋団地
- 谷02：谷塚駅 - 瀬崎中央 - 文教大学（東京あだちキャンパス）

- - 足立営業事務所との共管であったが、2013年9月24日より草加営業事務所単独運行になった。草加管轄の系統では唯一、前乗り中降りで運行される。
  - 草加営業所の車両においては、車両後部の行先表示に系統番号も併記される。
  - 2019年7月29日のダイヤ改正で竹13系統の西新井駅発着は廃止、終日にわたり谷塚駅発着であった谷01が竹14の竹ノ塚駅発着に振り替えられた。谷塚駅発着は1日数本のみの運行となる。
    - 水神橋 - 谷塚駅 - 桑袋団地間は区間制運賃が適用される。ただし、全線運賃は都区内均一運賃と同額である。「足立一日フリーパス」は全線で利用可能である。
    - 前乗り中降り・運賃先払いで運行する。

西新井駅東口から主に旧日光街道を東武伊勢崎線沿いに北上、途中竹の塚駅、谷塚駅に立ち寄り、谷塚駅から東進し埼玉県草加市瀬崎町を経由し、再び東京都足立区に入り、同区北東端に位置する花畑桑袋団地を終点とする路線である。
従来は竹の塚駅東口 - 花畑桑袋団地間の運行が主体であったが、道路事情から谷塚駅周辺に立ち寄ることができないため、路線長が長く渋滞の激しい都県境を越えるこのルートは定時運行の妨げとなった。このため、近年の谷塚駅周辺道路整備に伴い、谷塚駅バスターミナルへの乗り入れと共に、同駅から花畑桑袋団地方面への折返し便を多数設定し定時性の向上を図っていた。
過去のダイヤは、鉄道との平行区間が長いために各駅を跨ぐ需要は少ないため、都県境を通らない区間運転の割合が高かった。東武伊勢崎線との平行区間のない谷塚駅 - 花畑桑袋団地間の運行を主力としており、この区間に限っては毎時4本程度の運行であった。反面、西新井駅からの全線を通しての運行は1日数回にとどまり、谷塚駅乗り入れ以前の主力であった竹の塚駅 - 花畑桑袋団地間の運行も徐々に減回された。毎時1 - 3回程度竹の塚駅側からは都県境である足立清掃工場、あるいは谷塚駅、花畑桑袋団地間のいずれかの運行があるが、竹の塚駅発着便はいずれも減便傾向にあった。
ところが2019年7月29日のダイヤ改正で再度竹14の竹の塚駅 - 花畑桑袋団地間が再びメインにになり日中はほとんど竹14としての運行となる。谷01は減便となった。ただし谷塚駅 - 花畑桑袋団地間は毎時3本程度に減便された。
従来から運行回数が少なかった西新井駅 - 竹の塚駅間は長らく減便の一途をたどっていたが、沿線地域の要望もあり、2007年7月1日、同区間に当路線と同一経路を運行する西新井営業所担当の竹51（並びに竹52）を新設し、当路線とあわせて概ね毎時1本程度の運行本数が確保された。ただし竹51・竹52ともに現在は1日数本のみの運行になている。
2021年（令和3年）2月、竹14系統のうち片道1便のみ運行されていた瀬崎中央経由便を廃止。新たに、谷02系統（谷塚駅 - 瀬崎中央 - 文教大学線）を運行開始。

#### 竹の塚駅西口 - 柳島 - 草加駅西口線
- 竹04：竹の塚駅西口 - 竹の塚車庫 - 柳島 - 新堀 - 草加駅西口
  - 2021年12月1日より、足立営業事務所から移管。[7]同日より中乗り前降り・運賃後払い方式に変更。

#### 草加駅西口 - 安行循環線
- 草加23：草加駅西口 → 横道 → 後峯 → 安行原久保 → 安行原団地 → 安行北谷 → 横道 → 草加駅西口（安行循環：後峯先回り）
- 草加23：草加駅西口 → 横道 → 安行北谷 → 安行原団地 → 安行原久保 → 後峯 → 横道 → 草加駅西口（安行循環：安行北谷先回り）
  - 2021年12月1日より、足立営業事務所で運行していた竹05系統・安行原久保循環を竹ノ塚駅発着から草加駅発着に変更し継承する形で新設。[7]

### コミュニティバス

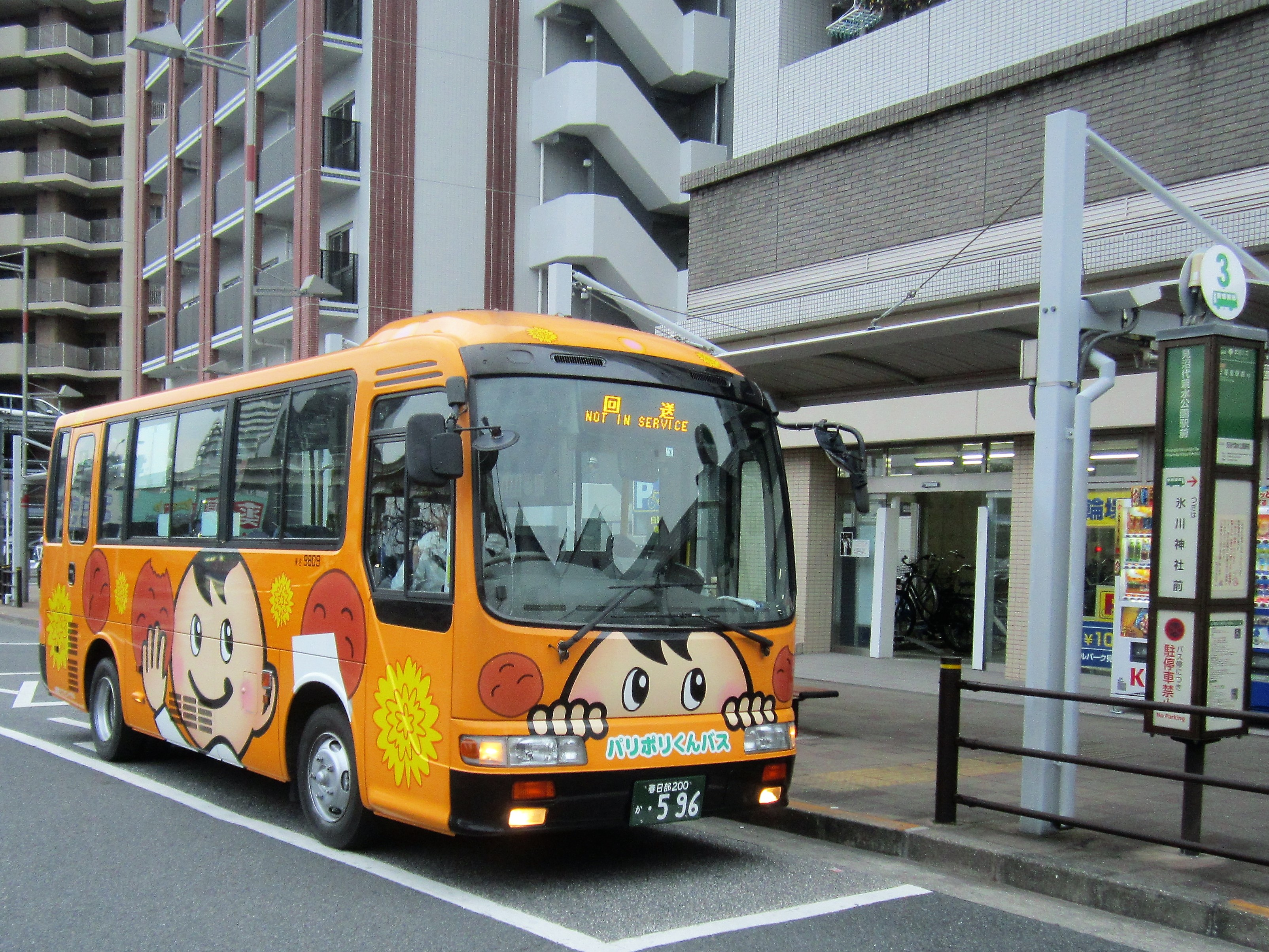
パリポリくんバス専用車両
日野・リエッセ (9809)

2016年4月8日より、草加市コミュニティバス「パリポリくんバス」北東ルート・南西ルートの運行を担当している。

### 深夜急行バス

#### ミッドナイトアロー吉川・三郷・南流山
- 新越谷駅東口→越谷レイクタウン駅入口→吉川団地→市民交流センターおあしす→吉川ネオポリス→吉川車庫→吉川駅入口→吉川美南駅→新三郷ららシティ→新三郷駅→三郷駅北口→南流山駅
  - 2003年12月：「ミッドナイトアロー吉川・三郷」、新越谷駅東口 - 早稲田八丁目間開業。
  - 2008年3月17日：武蔵野線のダイヤ改正に伴い、時刻を繰り下げ。
  - 2012年4月2日：新たに吉川美南駅へ停車。同時に運行担当が足立営業事務所から草加営業事務所に変更となる[10]。
  - 2016年11月24日：新たに越谷レイクタウン駅入口に停車。三郷駅の降車地を三郷駅入口から三郷駅北口に変更。三郷駅入口 - 早稲田八丁目間を廃止し、三郷駅北口 - 南流山駅間を新設。路線名を「ミッドナイトアロー吉川・三郷・南流山」に変更[11]。
  - 2019年1月28日：吉川美南駅→三郷駅北口間のルートを変更（三郷団地への乗り入れを廃止し、新三郷ららシティ・新三郷駅に停車）[12]。
  - 2020年現在、新型コロナウイルスの影響で長期運休中。[13]
  - 2024年12月6日から、金曜日及び祝日前平日に限り運転を再開した。

### 高速バス・空港連絡バス

#### 高速バス
- あだたら号

埼玉県越谷市・さいたま市と福島県西白河郡西郷村・西白河郡泉崎村・須賀川市・郡山市を結ぶ。福島交通（郡山支社）と共同運行。1日4往復（福島交通2往復、東武2往復）。
- 運行経路

新越谷駅西口 - 浦和美園駅東口 - 西郷バスストップ - 矢吹泉崎バスストップ - 須賀川営業所  - 郡山駅前
- 路線沿革

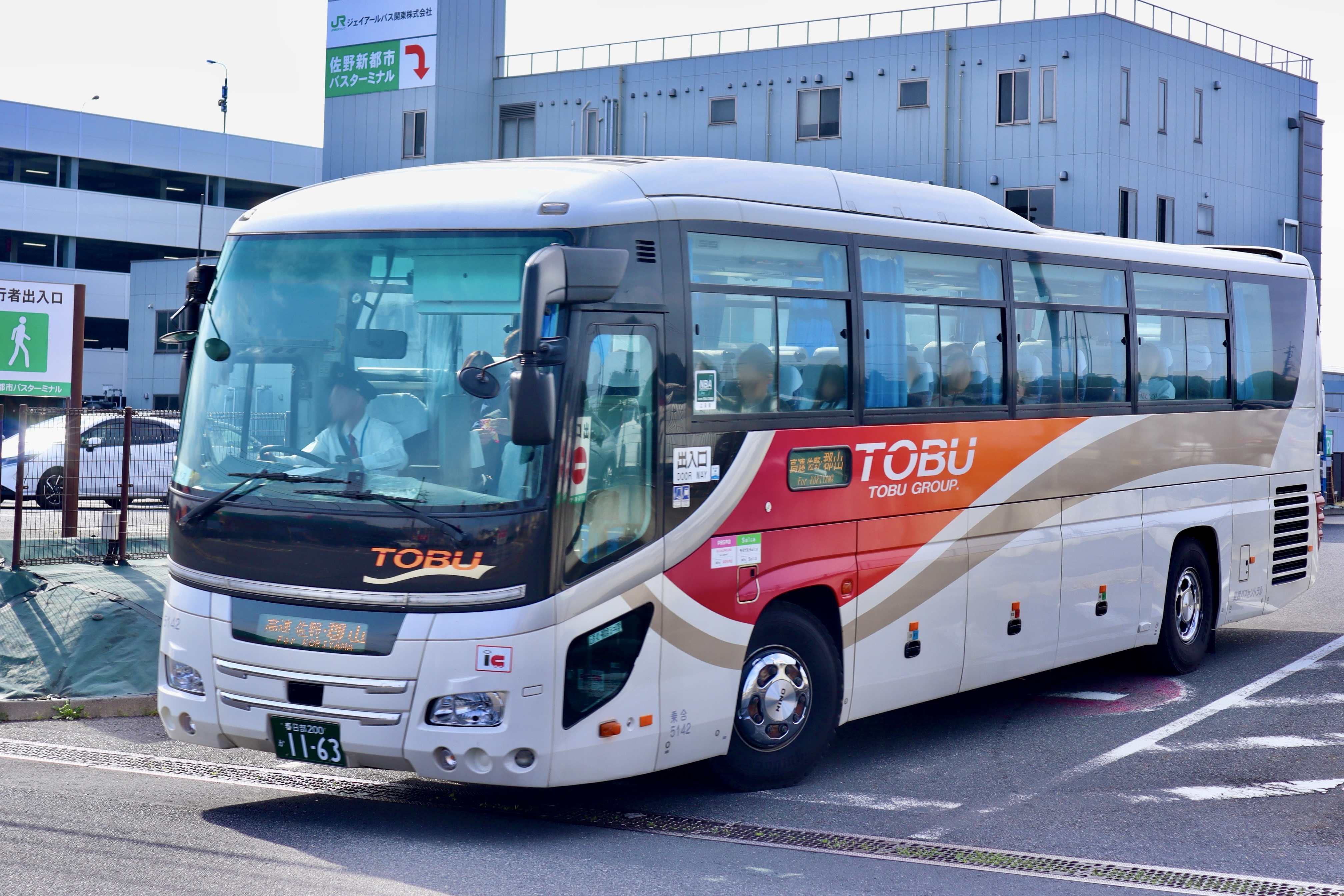
新越谷駅と郡山駅を結ぶあだたら号(2025年3月30日:撮影)

- 2006年（平成18年）7月25日 - 1日6往復（各社3往復）で運行開始。
- 2007年（平成19年）
  - 7月1日 - 福交担当便を1往復減便、1日5往復（福交2、東武3）となる。
  - 10月1日 - 東武担当便を1往復減便、1日4往復（各社2往復）となる。

- 2010年（平成22年）8月25日 - 浦和美園駅東口発着開始。
- 2015年（平成27年）4月1日 - 一部便（福島交通便のうち1往復）が佐野新都市バスターミナル（佐野プレミアム・アウトレット）を経由。福島県内との乗降のみ扱い。
- 2017年（平成29年）4月1日 - 佐野プレミアム・アウトレット経由便を2往復（2往復とも福島交通便）にダイヤ変更。
- 2019年（平成31年・令和元年）
  - 8月1日 - この日出発便より「矢吹泉崎バスストップ」新設・停車開始。

- 2020年（令和2年）
  - 4月21日 - この日より当面の間運休。
  - 7月1日 - この日より2往復（各社1往復ずつ）の運行を再開。

- 2021年（令和3年）
  - 1月18日 - この日より当面の間運休。
  - 3月12日 - この日より2往復（各社1往復ずつ）の運行を再開

- 2022年（令和4年）
  - 4月4日 - この日より新越谷駅西口発7:20と郡山駅前発15:15の当面4/4～4/28の平日便は運休となる。

- 2025年（令和7年）
  - 4月5日予定 - この日より、往復割引の廃止を伴う運賃改定、及び、佐野新都心バスターミナル停留所の廃止を伴うダイヤ改正を実施。

利用状況
| 年度               | 運行日数 | 運行便数 | 年間輸送人員 | 1日平均人員 | 1便平均人員 |
| ------------------ | -------- | -------- | ------------ | ----------- | ----------- |
| 2006（平成18）年度 | 250      | 3,000    | 25,086       | 100.3       | 08.4        |
| 2007（平成19）年度 | 366      | 3,468    | 40,227       | 109.9       | 11.6        |

#### 空港連絡バス
- 成田空港線「しらこばと号」
  - 新越谷駅西口・草加駅東口 - 成田空港
- 羽田空港線
  - 新越谷駅西口 - 羽田空港

## 廃止・移管路線

### 一般路線
- 新01：新越谷駅 → 蒲生駅入口 → 麦塚 → 草加東高校 → 柿の木二区

2003年廃止。当初は大間野から蒲生駅を経由し麦塚まで運行していたが、武蔵野線開通時に新越谷駅発着に変更された。末期は平日・土曜日のみの片道運行で本数も一日一本となっていた。また当路線の廃止にともない、東武の路線バスで新越谷駅から発着する系統は消滅した。
なお新越谷駅から麦塚、草加東高校方面に向かうバスは、経路は異なるが朝日自動車越谷営業所の越谷南体育館、草加東高校方面として運行されており、本数も大幅に増加している。柿木方面には新田駅から柿木循環として運転されている。
- 松03：松原団地駅東口 - 谷古宇橋 - 上彦名 - 笹塚 - 三郷駅
- 松03：松原団地駅東口 - 谷古宇橋 - 上彦名

三郷営業所から移管後、草加駅から松原団地駅に変更になり、三郷駅行きは 2003年3月31日をもって廃止。
2003年4月1日より上彦名折返し便となったが、 2005年5月18日より上彦名からピアラシティに延長され、松03系統から松01系統に変更されて松03系統は消滅した。
- 松04:松原団地駅東口 - 青柳循環 - 松原団地駅東口
- 松05:松原団地駅東口 - 青柳 - 老人福祉センター
- 草加05:草加駅東口 - 青柳循環 - 草加駅東口
- 松06:松原団地駅東口 - 青柳 - 総合グランド前 - 新田駅入口 - 勤労福祉会館

草加市北東部の青柳地区を循環する路線。弁天町-青柳-川柳小学校-弁天町部分が循環部になり、時間帯によって川柳小学校方面の『八幡町先回り』と青柳方面の『青柳町先回り』に分かれる。
かつては草加駅からも運行されていたが、草加駅前再開発により丸井、イトーヨーカドーからなるショッピングセンター「アコス」が完成し、その影響で道路渋滞のため週末を中心に定時運行が不可能となった。
1998年に草加駅発がまず廃止になり、全ての時間帯で松原団地駅発に集約された。2002年10月1日に新田駅入口を経由した勤労福祉会館行きに路線改編され、青柳循環自体が廃止になった。また新田駅東口バスロータリーの完成により、勤労福祉会館行きが新田駅東口行きへ変更された。
なお現在の新田駅東口行きは、松原団地駅東口を発車すると松原大橋を渡り中根町方面に向かうが、当時は松原大橋の交差点を曲がり谷古宇橋を渡っていた。
- 新田01：新田駅西口 - 角屋橋 - 長栄町 - 新栄町 - 新栄団地
- 新田02：新田駅西口 - 新善町 - 北谷橋 - 松原団地駅西口
- 松01：松原団地駅西口 → 北谷小学校前 → D地区センター → 松原団地駅西口

上記の3系統は全て朝日自動車越谷営業所へ移管された。
- 北31:北千住駅 - 弥生町 - 大曲 - 谷塚駅入口 - 草加駅入口 - 松原 - 草加車庫
- 草加05:草加駅 - 粒田 - 北弁天 - 工業団地 - 新田駅入口 - 新善町

上記2路線は70年代に廃止された。
- 草加21：草加駅西口 - 草加西町 - 上柳島 - 見沼代親水公園駅（島忠ホームズ非経由）

2008年3月30日、日暮里・舎人ライナーの開業にともない新設。
2013年、島忠ホームズの開店にともない、草加22を追加。草加21は島忠ホームズの営業時間外に運行されるようになった。
2018年3月31日をもって廃止となり、草加駅 - 見沼代親水公園駅間を走行するバスは、パリポリくんバスも含めすべて島忠ホームズ経由となった。
- 川10：川口駅東口 - 新郷農協 - 戸塚安行駅 - 新栄団地

一日4本のみの運行で、新栄団地と車庫間を回送で出入庫する。かつては川13という系統番号を使用していたが、長年にわたり国際興業バスの川13（川口駅 - 峯八幡宮線）と重複していたため改番された。2021年3月29日からは土休日1往復のみに減便。2024年9月30日廃止(最終運行日は9月29日)。
元々は川口駅から越谷駅まで運行していた長距離路線であるが、1980年頃に越谷駅 - 新栄団地と川口駅 - 新栄団地に分割された（越谷駅 - 新栄団地は東武バス越谷営業所#越03を参照のこと）。

#### 獨協大学前駅 - ピアラシティ線
- 松原31：獨協大学前駅東口 - 谷古宇橋 - 日立建機前 - 青柳 - 八条橋 - ピアラシティ

ピアラシティ運行開始前は、松03系統にて上彦名まで運行していたが、2005年5月18日ピアラシティまで延長された事により、系統番号が変更された。他の獨協大学駅前東口発着路線と違い、中根町経由ではなく谷古宇橋経由であったり、八条橋を唯一渡る系統であったりなど特徴が多い路線である。
もともとは三郷駅まで向かっていたが、上彦名までに短縮(この時まで１時間に1本程度の本数)の後ピアラシティまで延伸され、平日8往復、土休13往復が運行されていたが平日・土休日共に6往復まで減らされ、その後、平日運休・土休日6往復になり、2017年12月30日のダイヤ改正で土休日1往復まで減便された。
2025年4月1日改正で運行系統廃止。これにより「篠葉入口」「八条橋西詰」「八条橋」「上彦名」「彦川戸一丁目」「ピアラシティ」の6停留所も廃止となった。

### 深夜急行バス

#### ミッドナイトアロー久喜・東鷲宮
- 上野駅（上野公園山下）→北千住駅→足立区役所前→保木間一丁目→瀬崎町→草加駅東口→獨協大学前駅入口→新田駅入口→蒲生駅東口→新越谷駅東口（南越谷駅）→越谷駅東口→北越谷駅東口→せんげん台駅西口→武里団地センター→武里駅西口→春日部駅西口→北春日部駅→姫宮駅入口→東武動物公園駅→和戸駅入口→久喜駅東口→東鷲宮駅西口 ※座席定員制、北千住駅では降車不可。
  - 2006年12月11日：北千住駅 - 久喜駅間として開業。
  - 2007年5月24日：上野駅 - 北千住駅間を延長。
  - 2011年5月30日：新越谷駅東口からの乗車が可能になる。
  - 2013年12月20日：久喜駅 - 東鷲宮駅西口間を延長。
  - 2014年12月16日：新たに新田駅・蒲生駅東口へ停車。
  - 2015年11月30日：松原団地駅・新田駅の降車場を駅前から旧4号線沿いに移転。
  - 2020年春：新型コロナウイルスの影響により運休
  - 2020年10月30日：廃止[24]

## 車両
草加・八潮の両営業所は2024年現在、いすゞ車が指定車種とされているが、2021年度導入分までは日野車が指定車種とされていた。なお、草加営業事務所に在籍する車両は、2024年現在全てノンステップバスである。
路線車は主に、大型車は日野ブルーリボンIIといすゞ・エルガが在籍する。中型車はいすゞエルガミオ 、日野・レインボーⅡが在籍し、小型車は日野・ポンチョが在籍する。
高速車は、いすゞ・ガーラと日野セレガが在籍する。、